# 2'-O-甲基化

2'-O-甲基化的腺苷（2′-O-MA，A_{m}）

2'-O-甲基化（2′-O-methylation，2′-O-M）是RNA一種常見的核苷修飾，為核苷中核糖2號位的氫氧基被甲基化而形成甲氧基，此修飾常見於rRNA與snRNA中與轉譯和RNA剪切功能相關的位點，且在mRNA、tRNA、snoRNA與siRNA中也有，三域生物與病毒RNA的A、U、C、G四種鹼基中皆有此修飾，即存在Am、Um、Cm、Gm。目前哺乳類與酵母菌已有超過1200個2'-O-甲基化位點被發現，紀錄於RMBase資料庫中。有研究顯示rRNA中的一些2'-O-甲基化位點為部分修飾，意即細胞中只有一部份rRNA在這些位點被修飾，可能是核糖體異質性（ribosome heterogeneity）的機制之一。
細胞將RNA特定位點2'-O-甲基化的機制有兩種，一為使用spoUT基因家族的2'-O-甲基轉移酶（2′-O-MTase），二為使用包含snoRNA的C/D匣核糖核蛋白（C/D box RNP），其中snoRNA可幫助選定位點，並非直接作為催化甲基化的核酶。酵母菌中轉錄rRNA的過程會同時將其2'-O-甲基化，且在細胞將45S rRNA切割成18S、5.8S與25S時，18SrRNA中有80%的2'-O-甲基化位點已經被加上修飾。
被2'-O-甲基化的RNA化學性質介於RNA與DNA之間，有假說認為2'-O-甲基化是DNA起源的中間產物，即RNA世界的RNA被2'-O-甲基化後再轉變為DNA。